# Casas colmena

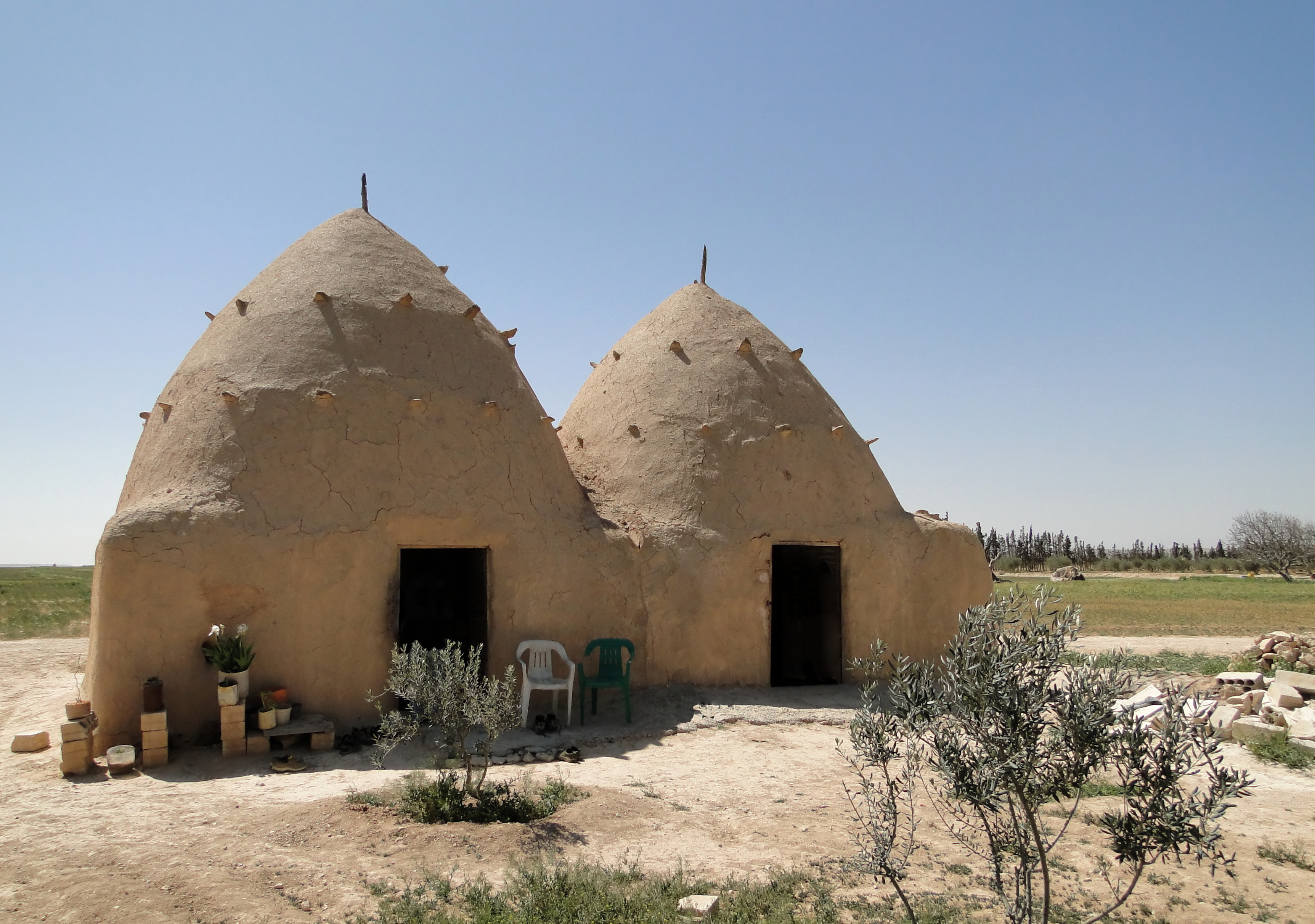
Casas colmena cerca de Alepo.

Las casas colmena (en árabe خلية النحل, jalayat an-naḥl), también a veces traducida como casa de barro (mud house) o casa-colmena (beehive house) son unas construcciones tradicionales árabes típicas de los entornos rurales del País del Sham, particularmente en el norte de Siria. Su cúpula con forma cónica ayuda a mantener la temperatura fresca en el interior, que ronda entre 20° y 30 °C mientras que en el exterior pueden llegar a los 60 °C. También son un ejemplo milenario de construcción sostenible.

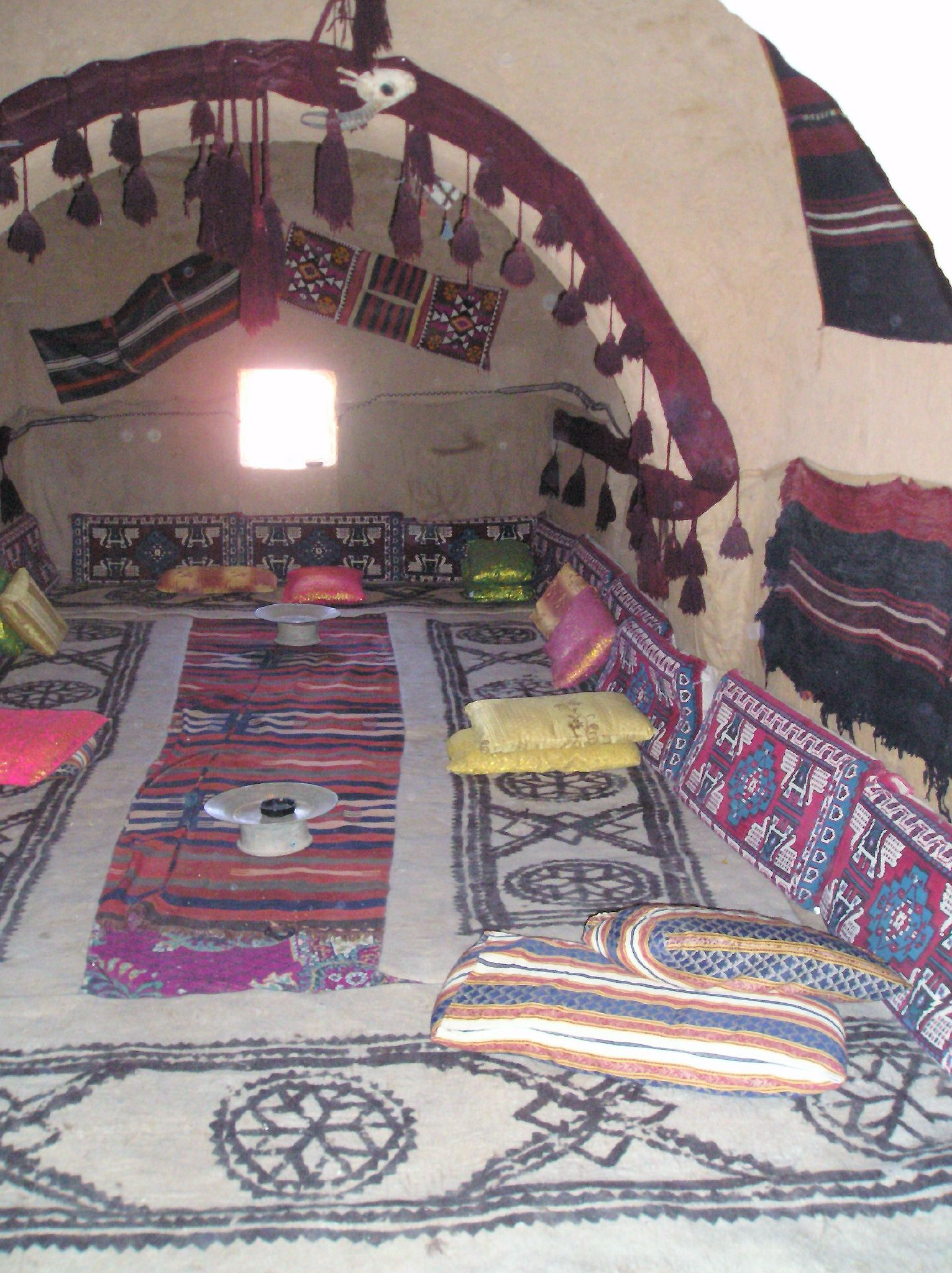
Interior de una casa colmena.

Están hechas de ladrillos de barro (para impedir la entrada de calor) y las paredes tapadas con paja y barro, con un único compartimento por cúpula. En época de lluvias la forma cónica ayuda a drenar rápidamente las fachadas, lo que significa una mínima erosión del lodo. Por dentro son muy oscuras; no suelen tener ventanas, y si tienen, suelen ser de tamaño reducido. Pueden estar aisladas o conectadas con las casas lindantes, pudiendo generar una red de compartimentos unidos como una verdadera colmena.
Su uso es de almacenaje o residencial.

## Terminología
No hay una manera concreta de referirse a ellas, puesto que es una construcción propia del entorno rural. Localmente se las conoce simplemente como casas de barro (منزل الطين, manzil altˤayn) traducido en Occidente como mud house o dome house, con el mismo significado. Es igualmente popular el apodo de colmena (خلية النحل, pudiéndose transcribir como khaliat (o khlaiah) al-nahl o (an-nhl), aunque por su pronunciación, la transcripción más cercana al español es Jalaiyah (An) Nahl.
Por su característica cúpula, también se les suele apodar alqubbat («las cúpulas», de donde procede también alcoba).

## Galería
|                   |
| En Sarouj (Hama). |

|            |
| En Harrán. |

|                  |
| En Hamra (Hama). |

|                    |
| En Palmira (1929). |

|                     |
| Cerca del Éufrates. |